# Station Petrykozy
Station Petrykozy is een spoorwegstation in de Poolse plaats Petrykozy.